# Palatul Kovács din Arad

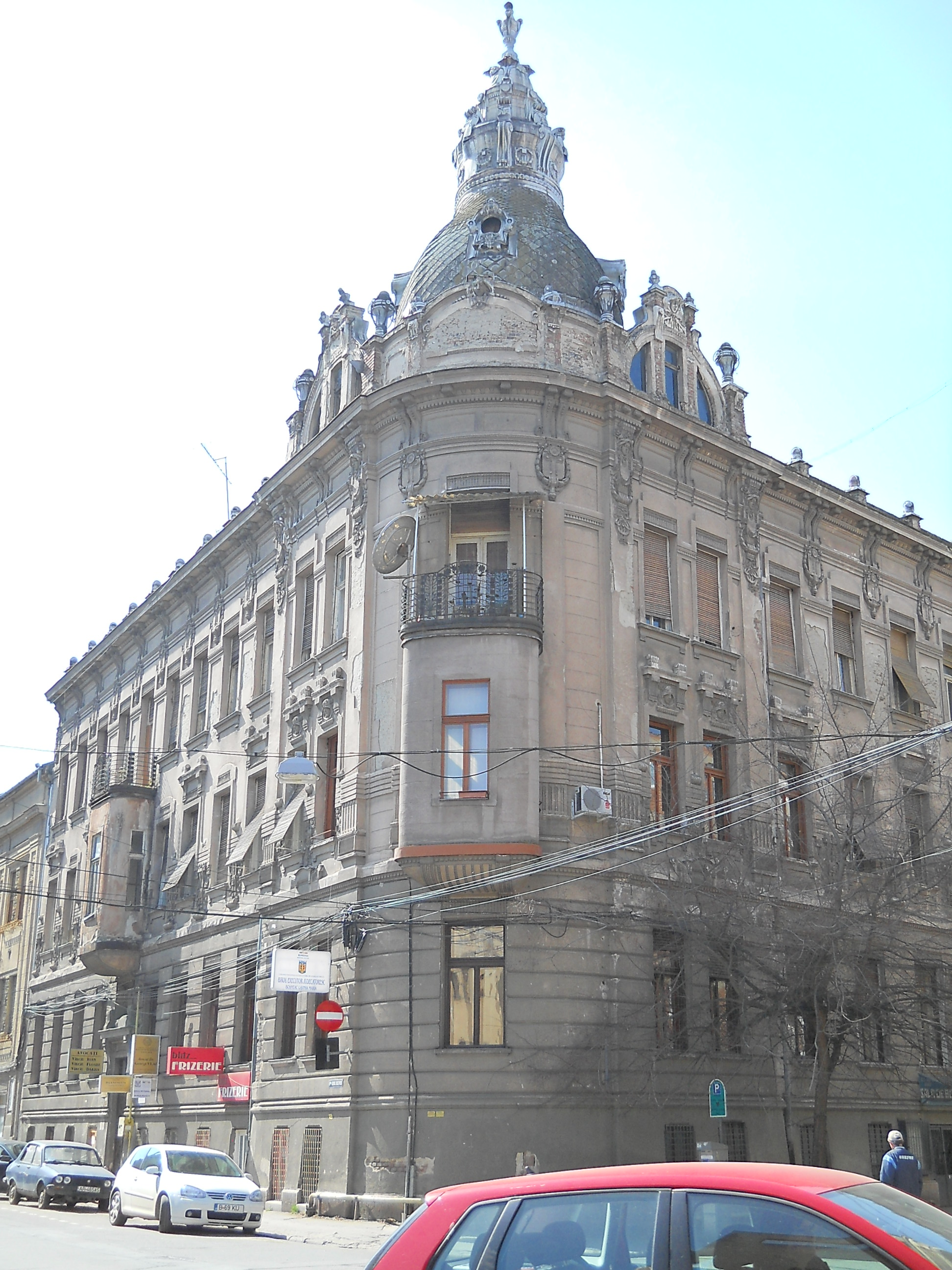
Palatul Kovács

Palatul Kovács este un edificiu situat pe strada Vasile Milea din municipiul Arad. A fost construit la începutul secolului al XX-lea de către văduva lui Kovács Arthur, fostul proprietar al cafenelei Abbazia, un cartofor și om de petreceri cunoscut la vremea sa. Palatul a fost ridicat în 1906 după planurile arhitectului Babócs István. Este singura clădire din Arad proiectată de către arhitect, construcția fiind supravegheată de către Ludovic Szantay.
Palatul a fost declarat monument istoric, cod LMI AR-II-m-B-00533.